# Penicilopepsin
Penicilopepsin (EC 3.4.23.20, peptidaza A, Penicillium janthinellum aspartinska proteinaza, kiselinska proteaza A, Penicillium citrinum kiselinska proteinaza,  kiselinska proteinaza,  kiselinska proteinaza,  kiselinska proteinaza,  aspartinska proteinaza,  aspartinska proteinaza,  aspartinska proteinaza,  kiselinska proteinaza,  aspartinska proteinaza,  aspartinska proteinaza) je enzim. Ovaj enzim katalizuje sledeću hemijsku reakciju
Hidroliza proteina sa širokom specifičnošću, sličnom pepsinu A. Postoji preferencija za hidrofobne ostatke u P1 i P1', ali takođe dolazi do razlaganja  u B lancu insulina.
Ovaj enzim je prisutan u gljivi Penicillium janthinellum.

## Literatura
- Nicholas C. Price; Lewis Stevens (1999). Fundamentals of Enzymology: The Cell and Molecular Biology of Catalytic Proteins (Third изд.). USA: Oxford University Press. ISBN 019850229X.
- Eric J. Toone (2006). Advances in Enzymology and Related Areas of Molecular Biology, Protein Evolution (Volume 75 изд.). Wiley-Interscience. ISBN 0471205036.
- Branden C; Tooze J. Introduction to Protein Structure. New York, NY: Garland Publishing. ISBN 0-8153-2305-0.
- Irwin H. Segel. Enzyme Kinetics: Behavior and Analysis of Rapid Equilibrium and Steady-State Enzyme Systems (Book 44 изд.). Wiley Classics Library. ISBN 0471303097.
- William P. Jencks (1987). Catalysis in Chemistry and Enzymology. Dover Publications. ISBN 0486654605.

## Spoljašnje veze
- Penicillopepsin на 